# Chiesa di San Giovanni Battista (Foggia)
La chiesa di San Giovanni Battista è una chiesa di Foggia che ha la dignità di basilica minore.

## Storia e descrizione
La chiesa originale, costruita nel XVI secolo, era inizialmente di proprietà dell'Ordine di Malta. Dopo una ricostruzione nel 1626, passò di proprietà dall'Ordine di Malta alla Confraternita dell'Annunziata. Quest'ultima apportò notevoli ampliamenti, la cui inaugurazione risale al 1º gennaio 1725. Nel 1832, la Confraternita dell'Annunziata perse i diritti di proprietà che vennero avocati, tramite esproprio, al Comune di Foggia.

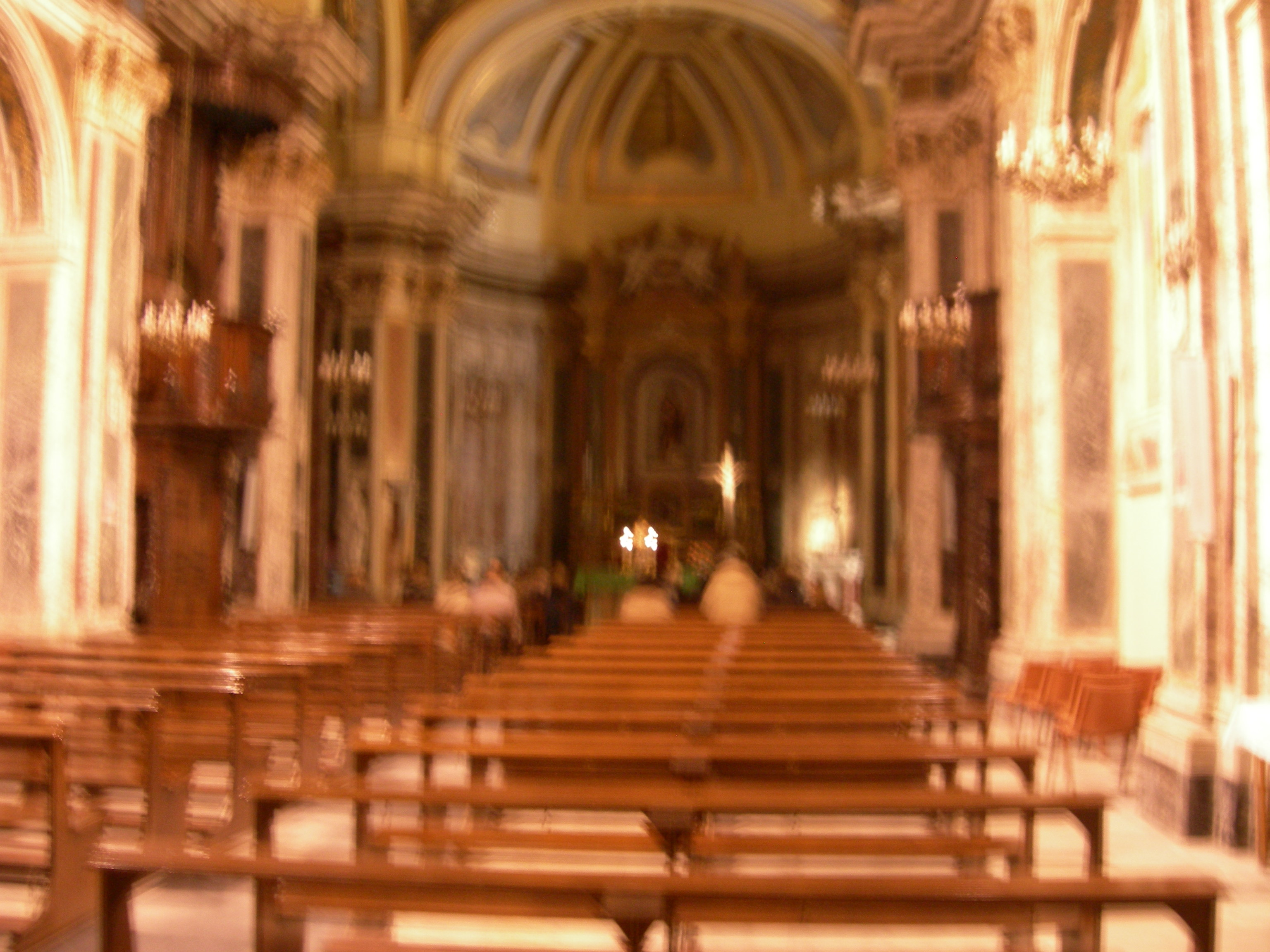
Interno della Chiesa

In questa chiesa vi furono due prodigi. Subito dopo il terremoto del 1731, a sant'Alfonso, apparve l'Iconavetere.
Invece, nel 1837, la statua di Maria Addolorata, muovendo gli occhi al cielo e versando lacrime, innalzava preghiere al cielo segnando la fine del colera, pestilenza che aveva decimato la popolazione foggiana.
Il pontificato di papa Leone XIII diede notevoli privilegi alla chiesa. Nel 1885 sorse la Congregazione dell'Addolorata del Colera che è ancora attiva nella Basilica, cui risulta l'unica di creazione Pontificia in Foggia.
Nel 1889 la chiesa venne elevata al titolo di basilica minore e la Vergine Addolorata assunse il titolo di Liberatrice dal Colera.
L'attuale rivestimento marmoreo è del 1942, donato dalla Famiglia Iorio di Foggia.

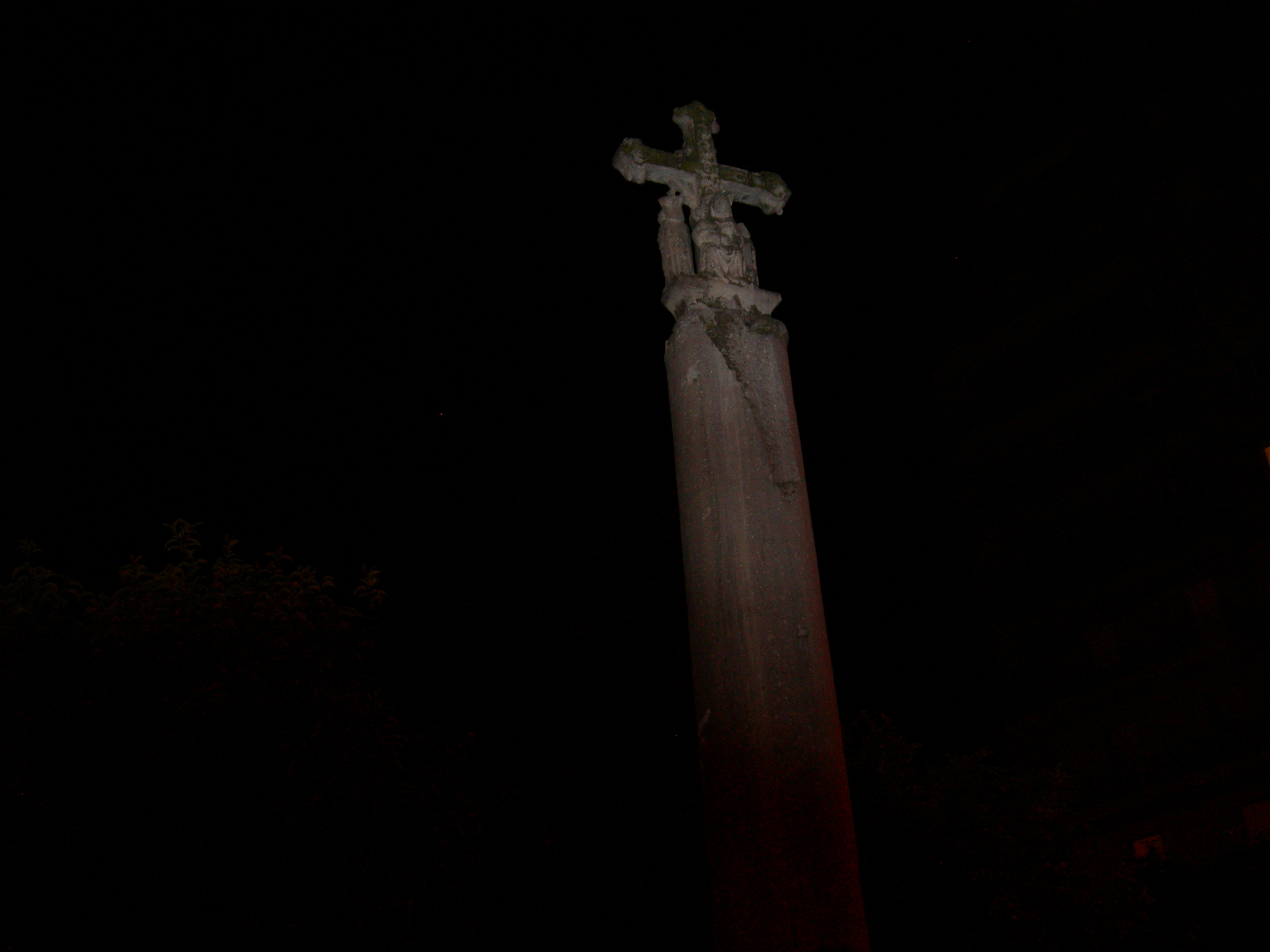
La croce in pietra

## Croce in pietra
Di fronte alla chiesa è possibile ammirare una croce in pietra, affiancata dalla Maddalena e da Giovanni Evangelista, fatta costruire da Carlo V, in ricordo e ringraziamento per la battaglia del 1530, vinta dal suo esercito nella campagna tra Cerignola e Canosa.